# Prachatice (distrito)
Prachatice é um distrito da República Checa na região de Boémia do Sul, com uma área de 1 375 km² com uma população de 51 369 habitantes (2002) e com uma densidade populacional de 37 hab/km².